# Cañada Grande (Lavalleja)
La Cañada Grande es un curso de agua uruguayo ubicado en el departamento de Lavalleja, perteneciente a la cuenca hidrográfica de la laguna Merín.
Nace en la cuchilla Grande, desemboca en el arroyo Gutierrez tras recorrer alrededor de 16 km.
- Datos: Q5759497